# Krutkonspirationen
Krutkonspirationen var ett upprorsförsök 1605 iscensatt av en grupp engelska katoliker. Avsikten var att mörda Englands kung Jakob I genom att spränga det engelska överhuset i Westminsterpalatset för att sedan återinföra en katolsk regim i England. Planen avslöjades dock och konspiratörerna dödades när de besköts under ett flyktförsök eller avrättades efter att ha dömts för högförräderi. 
Konspirationens upphovsman och ledare Robert Catesby planerade att spränga det engelska överhuset i Westminsterpalatset under parlamentets öppnande den 5 november 1605. Efter detta dåd var planen att få till stånd ett uppror i Midlands i syfte att kidnappa Jakobs då nioåriga dotter Elisabet Stuart och placera henne på tronen som katolsk drottning. Catesby värvade tolv konspiratörer vilka var John och Christopher Wright, Robert och Thomas Wintour, Thomas Percy, Guy Fawkes, Robert Keyes, Thomas Bates, John Grant, Ambrose Rookwood, Francis Tresham samt Everard Digby. Fawkes, som under många år stridit som legosoldat, var den som skulle genomföra själva sprängningen.
Konspirationen avslöjades genom ett anonymt brev daterat 26 oktober 1605, ställt till William Parker, 4:e baron Monteagle. Vid en genomsökning av källarvalvet under Westminsterpalatset natten till den 5 november togs Fawkes på bar gärning med 36 kruttunnor. Fawkes anhölls och när detta kom till de övriga konspiratörernas kännedom valde flertalet att fly London. Den 7 november nådde gruppen Holbeche House, på gränsen till Staffordshire, där de gjorde uppehåll för natten. Följande morgon anlände Richard Walsh, som var High Sheriff of Worcestershire, med en styrka på omkring tvåhundra man och i eldstriden som följde dödades Catesby, Percy och bröderna Wright. De överlevande greps och i domstolsförhandlingar den 27 januari 1606 avkunnades en dödsdom mot samtliga. Tresham hann avlida av sjukdom innan domarna verkställdes, men de övriga avrättades genom hängning, dragning och fyrdelning.

## Bakgrund

### Religion i England

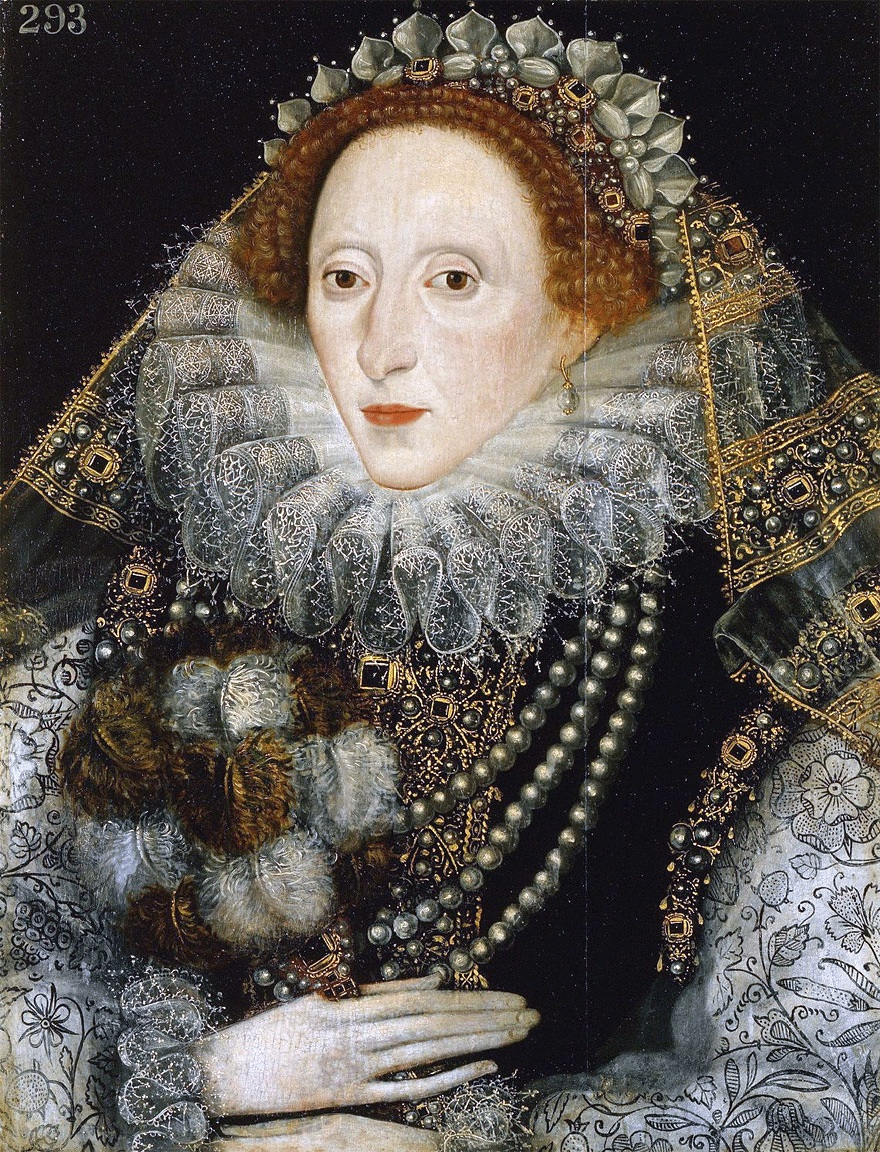
Elisabet I av England (på bilden) avbröt Maria I av Englands tidigare försök att återinföra katolicismen i England.

När Henrik VIII av England bröt med Rom 1534, som en följd av dispyten gällande hans önskan att upplösa äktenskapet med Katarina av Aragonien, innebar det startskottet för en decennielång period av instabilitet och religiösa motsättningar där protestantismen vann allt mer mark. Åren efter Henriks död präglades av förtryck av katoliker, med undantag av Maria I av Englands fem år på tronen då hon avsåg att återinföra katolicismen i England, en process som avbröts när Elisabet I av England efterträdde henne. Elisabets önskan att återföra England på vägen mot protestantism var mer ett utslag av politisk pragmatism än personlig religiös övertygelse och den statskyrka hon skapade i och med 1559 års Elizabethan Religious Settlement var avsedd att vara mer inkluderande gentemot landets katoliker. Dock fungerade denna "gyllene medelväg" också som en grogrund för missnöje bland mer konservativa eller radikala fraktioner främst bland katoliker, som förlorat mycket makt och inflytande, men även hos protestanter som ville se mer långtgående förändringar.

### Tronföljd
Elisabet gifte sig aldrig, fick inga barn och vägrade att utse en tronarvinge. Många engelska katoliker hade länge sett hennes katolska släkting Maria Stuart som den rättmätiga arvingen till den engelska tronen, men hon hade avrättats den 8 februari 1587. Robert Cecil, som var Secretary of State vid tidpunkten, förhandlade i hemlighet med Marias son Jakob VI av Skottland om att han borde göra anspråk på den engelska tronen. Månaderna innan Elisabets död hade Cecil förberett för att Jakob skulle kunna ta över tronen. Andra katoliker föredrog Jakobs kusin Arabella Stuart eftersom hon var engelskfödd, till skillnad från Jakob. Ett antal exilkatoliker verkade för att infantinnan Isabella av Spanien, dotter till Filip II av Spanien, skulle bli Englands drottning efter Elisabet.
När Elisabets hälsa försämrades ökade myndigheternas oro, varför man beslöt att fängsla dem som ansågs vara ledande papister och samtidigt flytta Stuart närmare London för att förhindra att hon skulle bli kidnappad. Trots att det vid Elisabets död fanns flera personer med starka anspråk på tronen gick maktskiftet smidigt. Jakobs succession tillkännagavs samma dag som Elisabet avled, den 24 mars 1603. Beslutet möttes av huvudsakligen positiva reaktioner och till och med flera ledande katoliker visade sitt entusiastiska stöd. Även ett antal jesuitpräster uttryckte officiellt sitt gillande trots att deras blotta närvaro i England var fog för dödsstraff. Jakob beordrade vapenvila i kriget mot Spanien och Filip III av Spanien skickade sitt sändebud, Juan de Tassis y Acuña, 1:e greve av Villamediana, för att framföra sina gratulationer till den nytillträdde kungen.
Under decennier hade England styrts av en monark som vägrade förse landet med en tronarvinge, men Jakob I av England anlände med flera framtida arvingar och hans fru, Anna av Danmark, var dotter till Fredrik II av Danmark. Deras äldsta barn, nioårige Henry Frederick, ansågs vara både stilig och självsäker och tillsammans med de två yngre barnen, Elisabet och Karl, var det tillräckligt med bevis på att Jakob kunde tillgodose behovet av arvingar för ett fortsatt protestantiskt styre.

### Jakobs första år som kung

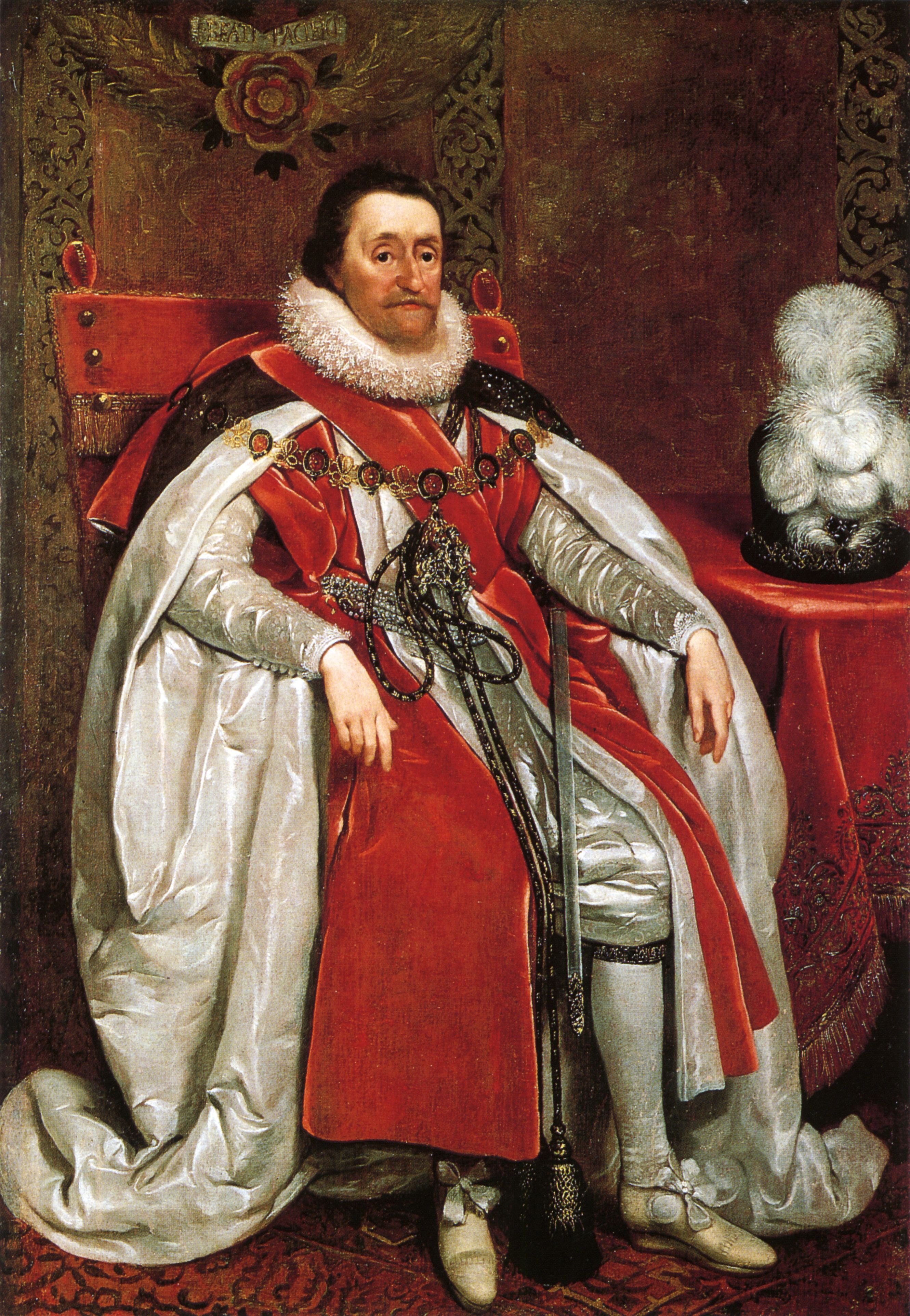
Jakob I av England blev kung efter att drottning Elisabet hade avlidit den 24 mars 1603.

Jakobs inställning till katolicismen ansågs vara mer sansad, möjligtvis även tolerant, än hans föregångares. Jesuiten Oswald Tesimond tolkade Jakobs tidiga löften som att han inte tänkte låta en persons trosinriktning stå i vägen för eventuella karriärsval. Jakob lovade att inte förfölja de katoliker som höll sin tro privat, så länge de inte bröt mot lagen, och han ansåg att exil var ett bättre alternativ än dödsstraff. Jakob kan ha gett katoliker fler löften, men i så fall gavs dessa bara muntligt. Både katoliker i och utanför England hoppades att martyrskapet som Jakobs mor genomled skulle göra honom mer benägen att konvertera till katolicismen. Jakob mottog ett diplomatiskt sändebud från Albrekt VII av Österrike, härskare över de kvarvarande katolska territorierna efter att ha legat i krig i över trettio år med engelsktrogna protestantiska rebeller. Flera exilkatoliker som deltagit i detta krig såg gärna att man med våld skulle tillsätta en katolsk kung i England, men efter Spaniens misslyckade invasion av England 1588 insåg de flesta påvetrogna att det skulle ta lång tid innan de kunde få se en katolik på tronen i England.
Under slutet av 1500-talet var katoliker inblandade i flera försök att mörda protestantiska ledare runt om i Europa och i England och det fanns bland annat planer på att förgifta drottning Elisabet. 1598 rättfärdigade jesuiten Juan de Mariana i De reye et regis institutione uttryckligen attentatet mot Henrik III av Frankrike, som 1589 knivmördats av dominikanmunken Jacques Clément, och fram till 1620-talet uttryckte ett antal katoliker att furstemord kunde vara en berättigad metod att frigöra sig från tyranni. Flera av de texter Jakob lämnade efter sig från denna tid var färgade av hans rädsla över att utsättas för ett katolskt attentat.

### Tidigare konspirationer
När det blev allt tydligare att Jakob inte tänkte verka för att förföljelsen av katoliker skulle upphöra bestämde sig delar av det katolska prästerskapet för att ta saken i egna händer. De båda prästerna William Watson och William Clark planerade tillsammans med bland andra George Brooke och lord Grey att kidnappa Jakob och hålla honom fängslad i Towern tills han gick med på att behandla katolikerna på ett mer humant sätt. Robert Cecil fick kännedom om konspirationen från flera håll, bland annat från ärkeprästen George Blackwell, som beordrade sina präster att inte delta i sådana intriger. Vid ungefär samma tid planerade bland andra Brookes bror lord Cobham, Griffin Markham och Walter Raleigh att ersätta Jakob och hans familj med lady Arabella Stuart. De ansökte om finansiering från Henrik IV av Frankrike, men utan resultat. Alla inblandade i dessa båda konspirationer greps i juli 1603 och rättegångar mot dem hölls senare samma höst. Brooke dömdes till döden och han avrättades den 5 december 1603, men Jakob, som inte ville få en alltför blodig start på sin tid som kung, benådade Cobham, Grey och Markham när de låg på schavotten. Även Raleigh blev benådad några dagar senare. Arabella Stuart själv förnekade all kännedom om några konspirationer. Watson och Clark, vars handlingar fördömdes av påven, avrättades den 9 december respektive 29 november 1603. Att de hade avslöjats av katoliker var avgörande för undvikandet av vidare förföljelser och Jakob visade sin tacksamhet genom att benåda edsvägrare och ge uppskov på de böter som utkrävdes av katoliker som inte deltog i kyrkans gudstjänster.
Den 19 februari 1604 fördömde Jakob katolicismen, delvis som en följd av en underrättelse om att påven skickat en rosenkrans till hans hustru Anna. Anna hade konverterat till katolicismen några år tidigare, något som inte blev känt förrän efter hennes död. Tre dagar senare beordrade Jakob alla jesuiter och katolska präster att lämna landet inom en månad, och han började återigen kräva in de böter han påtvingat katolikerna. Jakob skiftade nu fokus bort från bekymren med landets katoliker till att istället försöka skapa en union mellan England och Skottland. Han utsåg skotska adelsmän till sitt hov, vilket visade sig vara impopulärt i det engelska parlamentet och än mer missnöje uppstod när Jakob tillät dessa adelsmän att driva in olydnadsböterna mot katolikerna. 1605 bötfälldes 5 560 personer för att de inte deltog vid protestantiska gudstjänster, varav 112 var markägare. De mest välbärgade katolikerna som vägrade dömdes att betala £20 i månaden. De med mer måttliga inkomster tvingades betala två tredjedelar av sina årliga hyresintäkter och katoliker från medelklassen skulle betala en shilling i veckan om de vägrade delta i gudstjänsterna. Efter att Jakob kom till makten samlades det in ungefär £5 000 om året av denna sortens böter.
Den 19 mars 1604 höll Jakob sitt första öppningstal för parlamentet där han talade om sin önskan att säkerställa freden i England, men bara om den gjordes under "bekännelsen av den sanna tron." Han talade även om ett förbund mellan landets kristna och upprepade sin vilja att undvika religiösa förföljelser. För katoliker i allmänhet stod det klart utifrån talet att Jakob inte ville att de skulle öka sitt inflytande eller bli fler om de hoppades på att bli en accepterad religion i England. För många katoliker framstod Jakobs tal som oförenligt med de tidigare löftena runt vilka de hade byggt sina förhoppningar. En vecka efter öppningstalet informerades Jakob om 900 personer som gått emot den engelska kyrkan i Normanby och den 24 april lades en proposition fram i parlamentet som hotade alla katoliker i England att klassas som fredslösa.

## Strategin utarbetas
Hjärnan bakom krutkonspirationen var Robert Catesby. Han var ättling till en rad framstående katoliker och själv hängiven katolik. Catesbys hustru Catherine Leigh var dock protestant och under en tid agerade Catesby offentligt som protestant medan han i hemlighet var katolik. Hustrun och Catesbys äldste son avled några år efter giftermålet och i sin sorg kan Catesby ha blivit mer fanatisk i sin katolska tro. Likt många av sina medkonspiratörer var Catesby delaktig i det misslyckade uppror mot drottning Elisabet 1601 som planerades av Robert Devereux, 2:e earl av Essex. En skadad Catesby infångades och spärrades in i Wood Street Counter. Han dömdes att böta 4 000 mark, varför han tvingades sälja sin fastighet i Chastleton. När Elisabets hälsa försämrades flyttade Catesby; förmodligen sågs han som ett hot mot den sittande regeringen, som fruktade ännu ett uppror. År 1602 skickade Catesby sin vän Thomas Wintour till Spanien som sändebud i ett försök att nå en överenskommelse med det spanska rådet. Tidpunkten för Wintours resa var dåligt vald eftersom den kom så kort tid efter Spaniens misslyckade belägring på Irland och han fick enbart vaga försäkringar om att Spanien skulle hjälpa honom. Tillbaka i England träffade Wintour det spanska sändebudet Villamediana på den spanska ambassaden (Villamediana var i England för att försöka få till stånd en pakt mellan Spanien och England). Han upplyste Villamediana om att så många som tretusen katoliker skulle kunna involveras i upproret om Spanien ville bidra med finansiering. Villamediana avfärdade bestämt Wintours förfrågan. Efter Villamedianas audiens hos Jakob skrev han till Spanien där han betonade att en fred med engelsmännen var av större vikt än religionsfrihet för Englands katoliker. Den spanske kungen Filip III slöt fred med England i augusti 1604.

### Konspirationens början

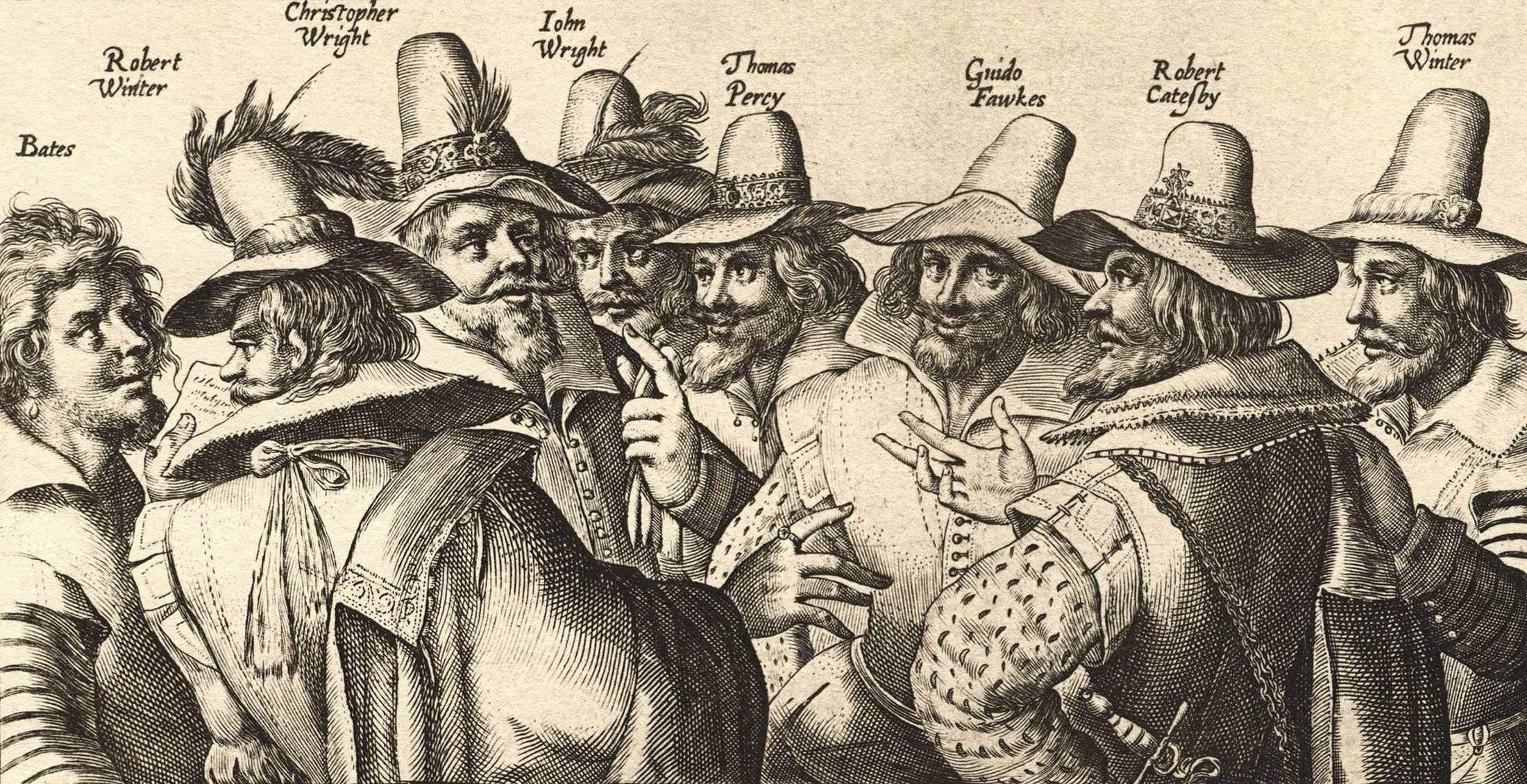
En samtida gravyr föreställande några av konspiratörerna, gjord av Crispin de Passe den äldre. De som saknas är Everard Digby, John Grant, Robert Keyes, Ambrose Rookwood och Francis Tresham.

Enligt samtida källor bjöds Thomas Wintour in till ett möte med Catesby i februari 1604. Mötet skulle äga rum i Catesbys hem i Lambeth, men Wintour fick förhinder och kunde inte deltaga. Catesby skickade då honom ett andra brev som Wintour svarade på och när han anlände till mötet såg han att även John Wright var närvarande. Wintour tog inte direkt avstånd från Catesbys planer att lönnmörda Jakob och eftersom han var en tidigare soldat var han praktiskt lagd. Han höll med Catesby om att utifall att planerna skulle lyckas skulle de skapa förändringar i England. Wintour gav dock ett varnande ord om att ifall planerna skulle misslyckas skulle förmodligen även deras katolska vänner fördöma deras handlingar. Dock bestämde han sig för att vara delaktig i konspirationen från och med detta möte. Catesby hade inte gett upp hoppet om att få hjälp från utlandet och på grund av detta bestämde sig Wintour för att återigen bege sig ut i kontinentaleuropa. I Flandern mötte Wintour Juan Fernández de Velasco, 5:e hertig av Frías, som kort därefter begav sig till London för att skriva under Londonfördraget. Wintour betonade återigen den svåra situation som Englands katoliker upplevde, i hopp om att påverka avtalsförhandlingarna som skulle äga rum i Somerset House. Frías visade sig dock vara mer vänlig än vad han var tillmötesgående. Wintour träffade också den walesiska spionen Hugh Owen samt William Stanley, som båda var skeptiska mot Catesbys planer att få spanskt stöd för sin konspiration. Dock introducerade Owen Wintour för Guy Fawkes, som var en trogen katolik som tjänat under Stanley som soldat i de södra Nederländerna. Wintour fick med Fawkes på de något vaga planerna att "göra något i England om freden med Spanien inte hjälper oss." Sent i april 1604 återvände de båda männen till Catesbys hem i Lambeth, där de berättade för Catesby att även om Spanien inte var emot deras planer tänkte de inte skicka något stöd till dem; något som Catesby redan verkade ha förväntat sig.
Några veckor senare blev även Catesbys vän Thomas Percy delaktig i konspirationen. Percy arbetade vid tillfället för Northumberland, där han var ansvarig för att samla in hyror för Northumberlands gods uppe i norr och 1596 hade Percy utsetts till konstapel vid Alnwick Castle. Northumberland var en anhängare av den katolska tron och han hade tidigt fattat misstankar om att Elisabet inte hade lång tid kvar att leva. Därför anförtrodde han Percy att flera gånger innan 1603 leverera hemlig korrespondens till och från Jakob, Elisabets förmodade efterträdare. Percy mottog flera positiva löften gällande Englands katoliker från Jakob, men eftersom Jakob hade ett annorlunda sätt att uttrycka sig när han talade kan detta ha lett till missförstånd från båda parter.
Den 20 maj 1604 befann sig således Catesby, John Wright, Thomas Wintour, Percy och Fawkes på värdshuset Duck and Drake i stadsdelen Strand i London för att diskutera konspirationen. Efter mötet svor de en sekretessed på en bönbok och sedan höll de en mässa i ett annat rum tillsammans med fader John Gerard, som vid tillfället var ovetande om deras planer.

### Fler konspiratörer värvas

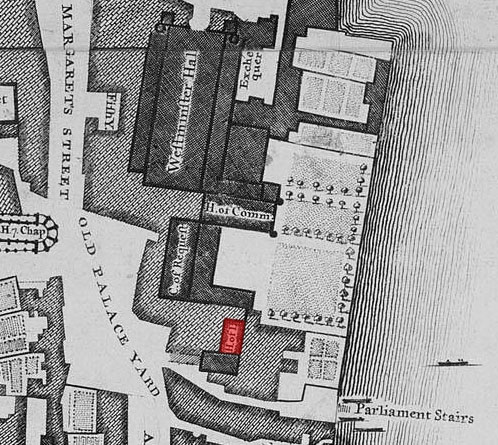
På denna karta över London, gjord av John Rocque, är det engelska överhuset rödmarkerat; en plats som idag är upptagen av Westminsterpalatset.

Sedan konspiratörerna hade svurit sekretesseden lämnade de London och begav sig av till sina respektive hem. Den 9 juni 1604 tjänstgjorde Percy som livvakt åt Jakob, vilket gav honom en anledning till att införskaffa ett ställe att bo i London. Med hjälp av Northumberlands agenter, Dudley Carleton, 1:e viscount Dorchester och John Hippisley, ordnade Percy ett andrahandskontrakt av Henry Ferrers (en hyresgäst åt John Whynniard) för ett hus i Westminster. Percy gjorde Fawkes till sin vasall och Fawkes gick då under namnet John Johnson. Konspiratörerna hyrde nu flera fastigheter i London, däribland en i Lambeth som användes för att tillfälligt lagra de kruttunnor som skulle användas i sprängdådet. Dessa skulle senare transporteras över Themsen till den slutgiltiga destinationen: ett källarvalv som låg precis under det engelska överhuset i Westminsterpalatset. Under tiden fortsatte Jakob att skapa lagar som motarbetade katolicismen, vilka godkändes av parlamentet fram till dess ajournering den 7 juli.
Robert Keyes, en relativt fattig men pålitlig och hederlig man, gick med i konspirationen i oktober 1604. Hans roll blev att vakta kruttunnorna och andra saker som lagrades i Catesbys hus i Lambeth. Keyes var sedan tidigare bekant med några välkända katoliker (däribland Henry Mordaunt, 4:e baron Mordaunt som Keyes fru Christina arbetade för) och på grund av detta hade han tillgång till hästar och vissa bekvämligheter. Den sjunde personen att gå med i konspirationen var Thomas Bates, Catesbys vasall. Han hade börjat fatta misstankar om vad Catesby hade i kikaren och i december 1604 blev Bates inbjuden till sin herres logi i Puddle Wharf i London och väl där blev han involverad i konspirationen.
Oron över pesten som härjade vid denna tid gjorde att parlamentets öppnande sköts upp från februari till den 3 oktober 1605. Under denna försening kan konspiratörerna ha grävt en tunnel under Westminsterpalatset, men några bevis för tunnelns existens har aldrig påträffats. Det var under Thomas Wintours erkännande som tunneln nämndes för första gången och Fawkes nämnde inte någon tunnel förrän under hans femte tortyrförhör. Om berättelsen om tunneln är sann var konspiratörerna i full gång att gräva denna den 6 december 1604. De ska ha upphört med sitt grävande när de hörde ett ljud ovanför dem. Ljudet visade sig komma från den dåvarande hyresgästens änka som vid tillfället höll på att städa ur källarvalvet under det engelska överhuset, vilket var den plats där konspiratörerna senare valde att lagra de kruttunnor som skulle användas i sprängdådet.
Vid jungfru Marie bebådelsedag 1605 (den 25 mars, vilket enligt den gamla stilen var nyår) hade ytterligare tre konspiratörer värvats: Christopher Wright, Robert Wintour och John Grant. Både Christopher och Robert var logiska val eftersom deras bröder sedan tidigare var inblandade i konspirationen. Christophers utseende var något annorlunda jämfört med sin bror och han beskrevs vara "något tjockare [i ansiktet] och med ljusare hår och något längre som person." Christopher kan ha rest till Spanien 1603, då under namnet Anthony Dutton, för att där söka stöd för de engelska katolikerna. Dock menar författaren Mark Nicholls att Duttons roll i det hela kan ha varit något Fawkes och Thomas Wintour kom på när de satt fängslade i Towern efter misslyckandet med krutkonspirationen. Robert Wintour var en trogen katolik och han gifte sig med Gertrude Talbot, dotter till John Talbot vid Grafton Manor. Han ärvde Huddington Court, som han gjorde till en välkänd fristad för präster. Robert beskrevs vara en man som gick något framåtböjd och han hade kort brunt hår och skägg. Jesuiten John Gerard beskrev Robert som en av de visaste och mest beslutsamma gentlemännen i hela Worcestershire. Gerards kommentar var inte enbart smicker eftersom Robert var en intelligent, kvick och välutbildad person som kunde tala latin, italienska, spanska och franska utöver sitt engelska modersmål. John Grant var gift med bröderna Wintours syster Dorothy och tillsammans hade de en son vid namn Wintour Grant. Grant beskrivs av författaren Antonia Fraser som en melankolisk och beslutsam person som var väldigt intellektuell och studerade latin och andra språk.

### Källarvalvet förbereds och planerna färdigställs

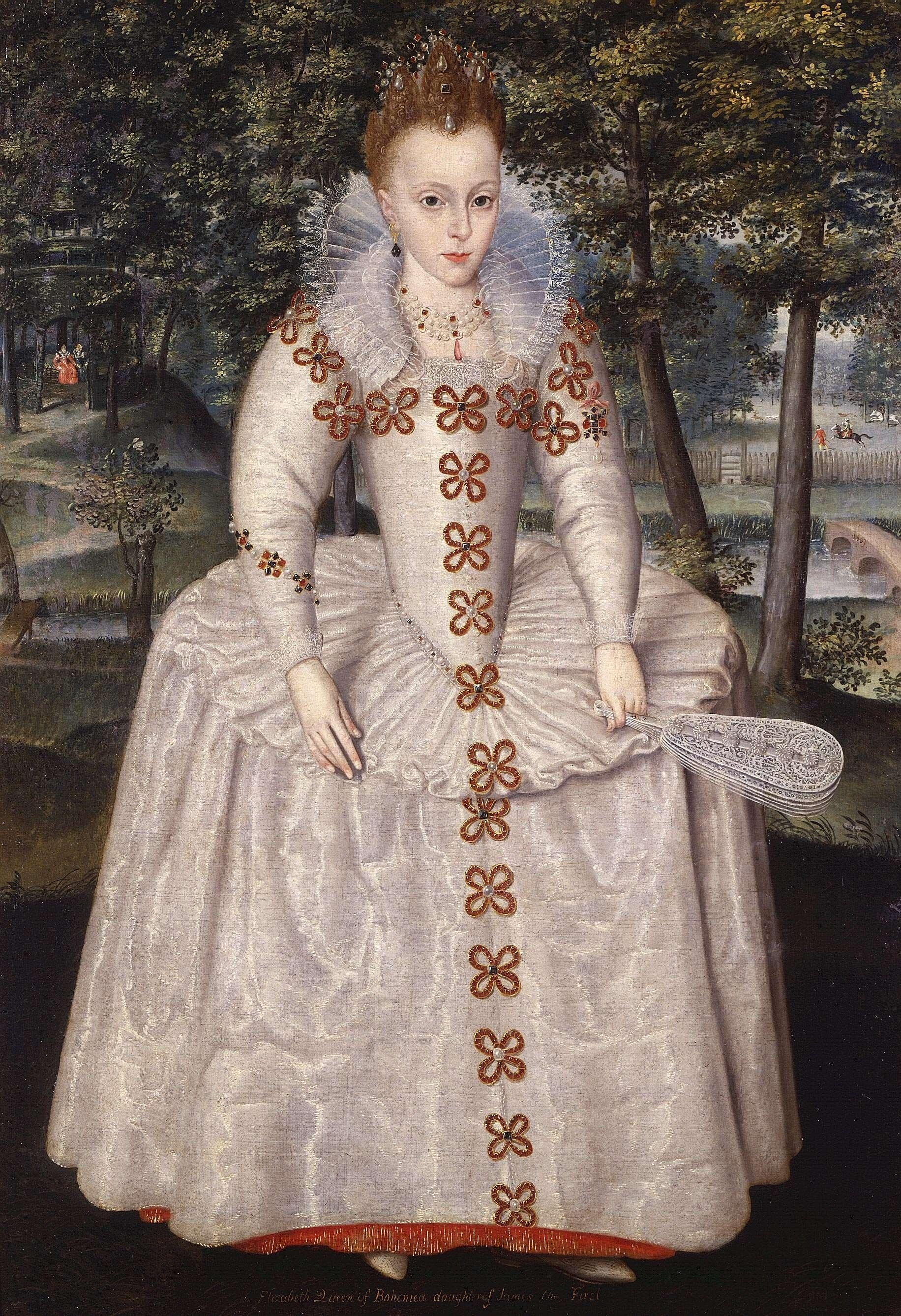
En viktig del av krutkonspirationen var kidnappningen av Jakobs dotter, prinsessan Elisabet Stuart, som konspiratörerna ville placera på tronen som sin katolska drottning.

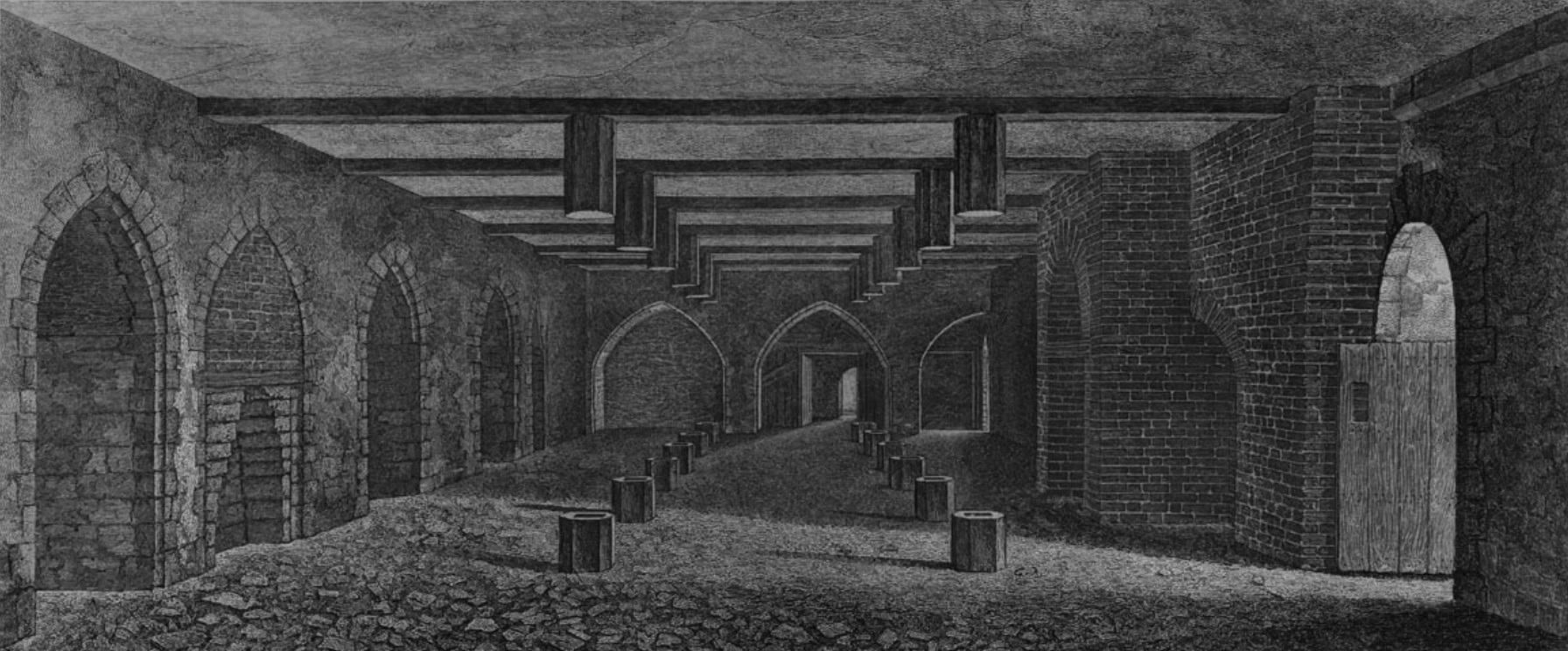
Källarvalvet under det engelska överhuset i Westminsterpalatset, illustrerat av William Capon 1799.

Kung Jakob var huvudmålet för det planerade sprängdådet, men vid parlamentets öppnande skulle flera andra framstående personer närvara, som även de utgjorde viktiga mål. Vid sidan av kungens närmaste familj och kronrådet skulle domare i högsta domstolen samt en stor del av den protestantiska aristokratin närvara, liksom biskopar ur den engelska kyrkan. Ytterligare en viktig komponent i planen var bortförandet av kungens dotter Elisabet Stuart. Hon var nummer tre i successionsordningen och bodde i Coombe Abbey nära Coventry. Tanken var att hon skulle installeras som skuggregent efter kungens död. Konspiratörerna hade för avsikt att be Henry Percy, 9:e earl av Northumberland att bli den unga drottningens förmyndare, något han med största sannolikhet var ovetande om. Vilka öden som väntade Elisabet Stuarts båda bröder, prinsarna Henry och Karl, var oklart.
Den 25 mars 1605 var den dag då konspiratörerna hyrde in sig i det källarvalv som låg precis under det engelska överhuset i Westminsterpalatset. Valvet ägdes vid tillfället av John Whynniard. Westminsterpalatset var under tidigt 1600-tal uppdelat i flera mindre byggnader, vilka hyste både parlamentet och de kungliga domstolarna. Det var lätt att ta sig in i byggnaderna och såväl advokater som handelsmän både bodde och arbetade vid palatset. Byggnaden som Whynniard var hyresvärd för låg i en rät vinkel mot det engelska överhuset, bredvid en gång som kallades Parliament Place som i sin tur ledde till Parliament Stairs och Themsen. Källarvalv var vanliga under denna tid och ofta lagrades det mat och ved i dessa. Whynniards källarvalv låg precis under den första våningen till det engelska överhuset och kan ha varit en del av palatsets medeltida kök. Eftersom källarvalvet vid tillfället var smutsigt och oanvänt passade det perfekt för konspiratörernas planer.
I juni samma år träffade Catesby jesuiten Henry Garnet på Thames Street i London. Under tiden som de diskuterade kriget i Flandern frågade Catesby fader Garnet hur moraliskt det var att "mörda oskyldiga". Garnet ska då ha sagt att sådana handlingar ofta kan förlåtas, men han ska i juli samma år (enligt egen utsago) ha visat ett brev från påven för Catesby i vilket det stod att uppror var strikt förbjudna. Catesby svarade honom: "Vad jag än ämnar göra, om påven kände till det skulle han inte hindra det för vårt lands eget bästa." Garnet protesterade mot Catesbys uttalande, men Catesby stod på sig. Kort därefter berättade Tesimond för Garnet att när han biktade Catesby fick han nys om konspirationen; dock skriver författaren Alan Haynes att det var vid Bates bikt som Tesimond fick upp ögonen för konspiratörernas planer. Catesby och Garnet träffades igen den 24 juli vid Catesbys släkting Anne Vaux hem White Webbs i Enfield Chase, vilket regeringen sedan länge hade misstänkt vara ett hus som hyste flera jesuitiska präster. Utan att avslöja att han kände till konspirationen försökte Garnet avråda Catesby från att genomföra sina planer, vilket han inte lyckades med. Garnet skrev om sin oro för ett uppror i England till sin kollega Claudio Aquaviva i Rom. Han nämnde även för Aquaviva att han trodde att några katoliker skulle begå landsförräderi och Garnet uppmanade påven att gå ut med en skrivelse i vilken han skulle fördöma allt användande av våld.
Enligt Fawkes flyttades 20 av kruttunnorna till en början in i källarvalvet och de 16 återstående kruttunnorna flyttades dit den 20 juli. Tillgången till krut kontrollerades i teorin av myndigheterna, men den som ville kunde själv införskaffa sitt krut på den svarta marknaden. Den 28 juli gjorde pestens närvaro att parlamentets öppnande ännu en gång sköts upp, denna gång från den 3 oktober till den 5 november. Under denna tid lämnade Fawkes England för ett tag. Jakob tillbringade mycket av sommaren utanför London, där han ägnade sig en hel del åt jakt. Han bodde på platser som var lämpliga för hans utflykter, vilket gjorde att han ibland bodde tillfälligt hos framstående katoliker. Garnet, som nu var övertygad om att alla planer på ett möjligt uppror hade avtagit, begav sig av på en pilgrimsfärd i England. Det är osäkert exakt när Fawkes återvände till England, men han var tillbaka i London i slutet av augusti. Då undersökte nämligen han och Thomas Wintour kruttunnorna och de märkte att krutet hade blivit obrukbart. På grund av detta togs fler kruttunnor in och de gömde dessa tunnor bakom ved som de också hade med sig.
Catesby hade hittills finansierat det mesta av konspirationen själv, men i augusti började han få slut på pengar. Under ett hemligt möte i Bath samma månad (där Catesby, Bates, Thomas Wintour och Percy var närvarande) bestämdes det att konspiratörerna var för få för att kunna genomföra sina planer och Catesby fick lov att involvera fler personer, om han så ville. Bates var den ende av konspiratörerna som öppet protesterade mot idén och Catesby värvade strax därefter Ambrose Rookwood, Francis Tresham och Everard Digby. Rookwood gick med i konspirationen sent i september detta år och eftersom han var hästuppfödare till yrket fanns i hans stall flera fina hästar som skulle komma till nytta vid upproren i Midlands. Tresham värvades den 14 oktober och då han hade en årsinkomst på £3 000 var han en av de mest förmögna personerna som konspiratörerna kände till. Treshams moster, Anne Throckmorton, var mor till Catesby och de båda kusinerna hade växt upp tillsammans och hade en bra relation. Enligt Fraser var det just detta förhållande, kombinerat med Catesbys härsklystnad, som fick Tresham att gå med i konspirationen. Catesby krävde två saker av Tresham: £2 000 och tillgång till hans familjehem Rushton Hall i Northamptonshire; Catesby fick ingendera. Tresham hade nämligen inga pengar att avvara och hans avlidne fars skulder begränsade hans arv. Digby gick med i konspirationen den 21 oktober när han, tillsammans med bland andra Catesby, deltog i en något försenad festdag för evangelisten Lukas. Digby hade, liksom Rookwood, tillgång till ett antal hästar och Catesby bad Digby att hyra Coughton Court från familjen Throckmorton för att "enklare kunna göra gott för sakens skull", med vilket Catesby menade att kidnappa Elisabet Stuart. Digby uppmanades även att starta ett jaktlag (vilket i verkligheten var en grupp beväpnade män på hästar) och han skulle vara beredd på någon sorts militärövning. Digby bidrog även med ett visst ekonomiskt stöd; han betalade £1 500 efter att Percy var sen med hyran för flera fastigheter i Westminster.
De sista detaljerna för planerna utarbetades i oktober. Fawkes skulle tända på stubintråden till sprängladdningarna och sedan fly över Themsen. Samtidigt skulle ett uppror startas i Midlands, med syfte att fånga in Elisabet Stuart. Fawkes skulle sedan ta sig till kontinentaleuropa och förklara för de katolska länderna vad som hade skett i England.

## Planerna avslöjas

### Brevet till Monteagle

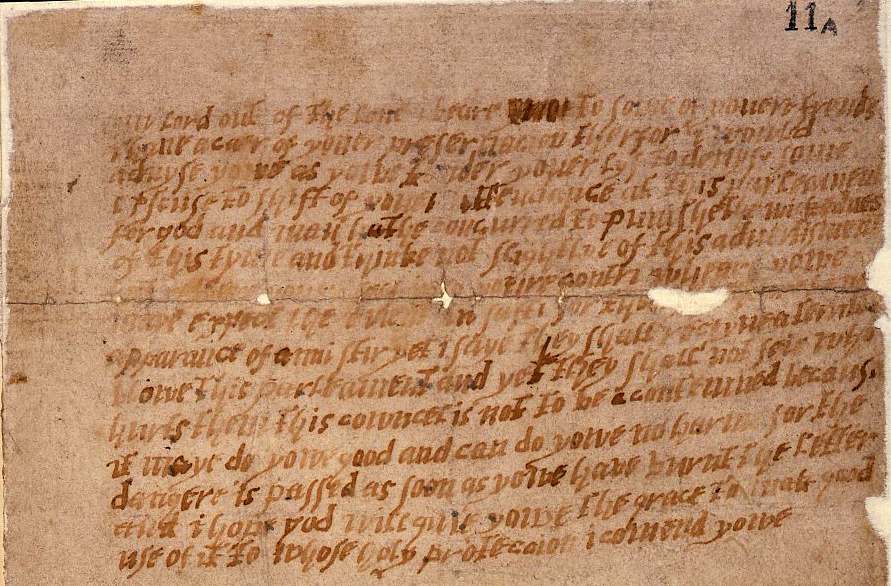
Brevet som skickades till Monteagle den 26 oktober 1605. Vem som faktiskt skrev brevet är inte fastställt.

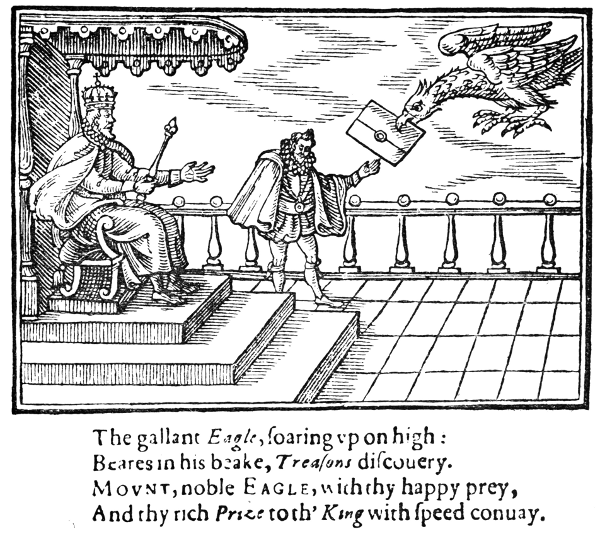
En illustration som visar hur Monteagle, i form av en örn, överlämnar brevet till Salisbury.

Sent i oktober 1605 hölls ett möte i vilket flera av konspiratörerna deltog. Under detta möte diskuterades det öde som flera framstående katoliker skulle gå till mötes i och med det tilltänkta sprängdådet. Keyes var särskilt oroad över säkerheten för lord Mordaunt, hans frus arbetsgivare, medan Tresham var speciellt oroad över säkerheten för två av hans svågrar: William Parker, 4:e baron Monteagle och Edward Stourton, 10:e baron Stourton. I Percys tankar fanns främst Northumberland, som skulle ha kunnat bli utsedd till lordprotektor om konspirationen hade lyckats. Vad som skulle ske med Jakobs son, prins Henry, var konspiratörerna osäkra på; de antog att han skulle dö tillsammans med sin far, men om prinsen inte var närvarande under parlamentets öppnande den 5 november skulle Percy kidnappa honom. Catesby svar till hela diskussionen var att "de oskyldiga måste gå under tillsammans med de skyldiga, hellre än att förstöra chanserna för framgång." Den 26 oktober mottog Monteagle ett anonymt brev till sitt hus i Hoxton. Brevet innehöll följande text:
| ”      | Ers Nåd, av den kärlek jag hyser för några av era vänner känner jag en omsorg för att ni väl bevaras. Därför skulle jag råda er, då ni aktar ert liv, att utforma någon sorts ursäkt för att skifta er närvaro vid detta riksmöte; för Gud och människan har kommit överens om att straffa vår tids ondska. Och betrakta icke som ringa detta råd, utan dra er tillbaka till er landsbygd där ni i säkerhet kan invänta händelsen. För om än inget tecken finns på någon uppståndelse vill jag ändå säga att de ska få ett fruktansvärt bakslag, detta riksmöte, och ändå kommer de inte att se vem det är som skadar dem. Detta råd är inte att fördöma, för det kan göra er gott och kan inte göra er någon skada; ty faran är över lika snart som ni har bränt brevet. Och jag hoppas ni får den nåden att använda det väl, av Gud, till vars heliga skydd jag överlämnar er. | „ |
| – N.N. | |   |

Monteagle var osäker på det anonyma brevets innehåll, så han skickade det till Robert Cecil, 1:e earl av Salisbury, som var Secretary of State vid tillfället. Monteagles vasall, Thomas Ward, var besläktad med bröderna Wright och han skickade därför ett meddelande till Catesby om att konspirationen skulle kunna vara avslöjad. Tresham har länge varit misstänkt för att vara det anonyma brevets upphovsman. Nicholls hävdade att han var ganska säker på att det var Tresham som skrev brevet och som belägg för detta skrev han att så fort Catesby fick reda på brevets existens misstänkte han omgående Tresham och Catesby gick tillsammans med Thomas Wintour för att konfrontera honom. Catesby och Wintour hotade med att "hänga honom" om Tresham inte kunde bevisa att det inte var han som hade skickat brevet. Tresham lyckades övertyga de båda att han var oskyldig och han skickade ett brev dagen efter där han uppmanade dem att överge planerna för konspirationen. Fraser var av en annan åsikt än Nicholls och hon ansåg att man inte ska bortse från det faktum att Tresham lyckades övertyga både Catesby och Wintour om sin oskuld. När Tresham låg på sin dödsbädd i Towern nämnde han inte något om detta brev; en försummelse som Fraser anser var meningslös om det nu var så att Tresham var brevets författare. Fraser skrev även att det var viktigt att ta i beaktande att Monteagle vid denna tidpunkt hade blivit hyllad som landets frälsare. Haynes ansåg att Tresham med största sannolikhet var den som skrivit brevet, men han lade även fram möjligheten att Salisbury själv skrev brevet för att på så sätt skydda den som läckt informationen från första början. Salisbury kände till att något var i görningen redan innan han mottog Monteagles brev, men han visste inte exakt vad som skulle hända eller vilka som skulle vara inblandade. Han hade därför gjort ett aktivt val att vänta och se. Under tiden bestämde Catesby att brevet inte var ett tillräckligt stort hot mot konspiratörernas planer och han beordrade att konspirationen skulle fortsätta som planerat.

### Konspirationens misslyckande

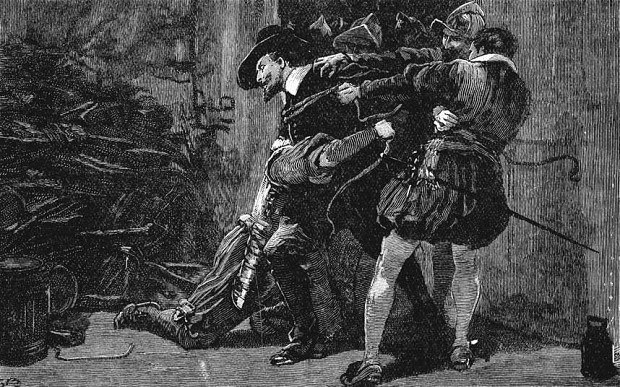
Runt midnatt natten till den 5 november 1605 greps Guy Fawkes i källarvalvet under det engelska överhuset, där han vaktade kruttunnorna.

Fawkes gjorde en sista undersökning av krutet den 30 oktober och rapporterade att allt såg bra ut. När brevet till Monteagle visades upp för Jakob den 1 november kände han att det antydde något som berörde eld och krut; möjligtvis i stil med de explosioner som föregick mordet på hans far, Henry Stuart, lord Darnley, den 10 februari 1567. På lördagen den 2 november bestämde sig riksrådet för att parlamentet skulle genomsökas. Den 3 november träffades Catesby, Percy och Thomas Wintour i London. Exakt vad som sades under detta möte är okänt, men Percy sade sig kunna "stå ut med den yttersta prövningen" för att planerna skulle lyckas. Det är även möjligt att planerna ändrades något denna dag eftersom Percy senare ska ha setts hemma hos prins Henry. Catesby hade nämligen en vecka tidigare fått reda på att prins Henry förmodligen inte skulle vara närvarande vid öppnandet av parlamentet. Catesby var därför vid denna tidpunkt tillsammans med Fawkes vid White Webbs, där de diskuterade möjligheten att kidnappa prins Henry istället för Elisabet Stuart. Den 4 november var Digby och hans jaktlag på värdshuset Red Lion Inn i Dunchurch, där deras tilltänkta "jakt" (det vill säga kidnappningen av Elisabet Stuart) skulle äga rum och de fick senare under dagen besök av Grant. Samma dag var Catesby, Bates och John Wright i Midlands för att börja planera upproret. På kvällen den 4 november besökte Fawkes Keyes och Rookwood i Elizabeth Mores hus i närheten av Temple Bar i London. Fawkes kom för att hämta ett fickur som Percy hade lämnat där, vilket han skulle använda för att kunna tända på stubintråden vid rätt tillfälle.
Den 4 november genomfördes även den första genomsökningen, ledd av Thomas Howard, 1:e earl av Suffolk, och då fann de en stor hög med kvistar som låg i ett hörn i källarvalvet under det engelska överhuset. Jakob beordrade att ännu en genomsökning skulle genomföras, vilket skedde runt midnatt natten till den 5 november. Denna genomsökning leddes av Thomas Knyvet, 1:e baron Knyvet och de fann då Fawkes i källarvalvet under det engelska överhuset, där han vaktade kruttunnorna. Fawkes greps på plats och fördes inför Jakob tidigt på morgonen den 5 november. Fawkes identifierade sig som John Johnson och sade sig vara vasall åt Percy. När han fick frågan om vad han skulle använda allt krut till svarade han att det var till för att "spränga er skotska uslingar tillbaka till er avkrok." Fawkes erkände senare att han hade planerat att spränga det engelska överhuset i Westminsterpalatset i luften och han beklagade sig över att han hade misslyckats med sitt uppdrag.

### Konspiratörernas flykt och Fawkes tortyrförhör

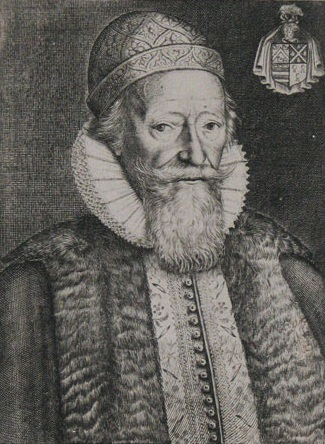
William Waad, som var Lieutenant of the Tower of London vid tidpunkten, övervakade tortyrförhören av Fawkes och erhöll till slut hans erkännande.

Nyheten om Fawkes gripande spreds som en löpeld genom London och myndigheterna bestämde sig för att sätta in fler vakter vid stadsgränsen, stänga portarna till staden och skydda huset där den spanske ambassadören befann sig, vilket var omringad av en pöbel. När Christopher Wright fick reda på nyheten om Fawkes gripande gick han direkt till Thomas Wintour, som vid tillfället befann sig på Duck and Drake. Eftersom Fawkes hade uppgett att han var vasall åt Percy var det den senare som myndigheternas första arresteringsorder berörde. Wintour listade ut detta och bad Wright att snabbt ta sig till Percy för att säga åt honom att fly. Rookwood, som var en ryktbar ryttare, lämnade London kort därefter och han red 30 miles (cirka 48 kilometer) på två timmar med en och samma häst. Rookwood tog sig förbi Keyes vid Highgate och sedan Christopher Wright och Percy vid Little Brickhill i närheten av Dunstable innan han nådde Catesby, John Wright och Bates. Tillsammans red de mot Dunchurch, på hästar som Digby hade skaffat fram åt dem tidigare. Keyes lämnade gruppen för att ta sig till lord Mordaunts hus i Drayton, där han gömde sig; för detta har han setts som en desertör. Thomas Wintour valde att stanna kvar i London och han tog sig till Westminster för att försöka få reda på all information han kunde om Fawkes gripande. Så fort han fick reda på att konspirationen var upptäckt flydde han mot Huddington Court, där han på vägen stannade till vid sin systers hus i Norbrook.
Runt klockan 18.00 nådde konspiratörerna Catesbys hem i Ashby St. Ledgers. För att inte blanda in sin mor valde Catesby att skicka ett meddelande till Robert Wintour, där han bad att de skulle träffas precis utanför staden. Wintour hade under tiden lyckats få med sig Stephen och Humphrey Littleton samt några andra ryttare på vägen, men han lämnade dessa för att bege sig mot Catesbys hem. Han gick med på att träffa Catesby utanför staden och under mötet berättade Catesby att Fawkes hade blivit gripen. De träffade på Digby och hans jaktlag (i vilket Robert och Thomas Wintours styvbror John Wintour ingick) vid Dunchurch och Catesby sade då till Digby att både kungen och Salisbury var döda. Catesby sade även att han var säker på att flera katoliker nu skulle börja kämpa för att få en bättre levnadssituation i landet, vilket Digby trodde på. Dock kände sig några ur hans jaktlag lurade och, än värre, associerade med landsförräderi.
Den 6 november började myndigheterna leta efter alla de trodde var inblandade i konspirationen. Rookwoods vasaller, som fortfarande var kvar i Clopton House, förhördes under denna dag av Lord Chief Justice John Popham. Vid kvällstid hade han tagit reda på flera av de inblandade konspiratörernas namn: Catesby, Rookwood, Keyes, Wintour, John och Christopher Wright samt Grant, vilka efterlystes omedelbart. Under tiden flyttades Fawkes till Towern där Jakob bestämde att han skulle tortyrförhöras. William Waad, som var Lieutenant of the Tower of London vid tidpunkten, övervakade tortyrförhören och erhöll till slut Fawkes erkännande. Han letade igenom Fawkes saker och hittade ett brev som var adresserat till Guy Fawkes. Till Waads förvåning höll John Johnson tyst om brevet och han avslöjade inte heller något om konspirationen. På kvällen den 6 november talade Fawkes med Waad, som senare rapporterade följande till Salisbury: "Han [John Johnson] berättade för oss att sedan han tog på sig detta ansvar [med konspirationen] har han bett till Gud varenda dag att det han gör är till fördel för den katolska tron och frälsandet av sin egen själ." Enligt Waad lyckades Fawkes vila natten till den 7 november fastän han tidigare hade blivit varnad för att tortyrförhören skulle fortsätta tills det att han hade avslöjat alla sina hemligheter och namngett alla sina medkumpaner. Fawkes kallblodighet gav vika någon gång under den 7 november.

### Striden i Holbeche House och konspiratörernas gripanden
Den 6 november stal konspiratörerna hästar från Warwick Castle och samlade på sig de vapen som de hade förvarat i Norbrook, i närheten av Stratford-upon-Avon. De begav sig sedan västerut mot Alcester och Catesby bad Bates leverera ett brev till fader Garnet i Coughton Court, för att se om han kunde hjälpa dem. Bates nyheter till jesuiterna visade sig vara mycket betydelsefulla och han hörde när Tesimond utbrast: "Det är ute med oss alla." Garnets svar till konspiratörerna var att han bad dem sluta med sina "onda handlingar" och istället lyssna till påvens läror, varpå han själv flydde fältet. Konspiratörerna stannade vid Huddington runt 14-tiden samma dag och vid Huddington Court mötte de upp med Thomas Wintour. Tidigt nästa morgon höll de en mässa tillsammans med fader Nicholas Hart, som också hade hört deras bekännelser; detta tolkade Fraser som att konspiratörerna visste att de inte hade lång tid kvar att leva. Konspiratörerna samlade nu på sig fler vapen och mer ammunition vid Hewell Grange i Tardebigge, Worcestershire och de försökte samtidigt utan framgång att värva fler rebeller. Detta skedde samma dag som myndigheterna gick ut med ett offentligt tillkännagivande över de efterlysta konspiratörerna efter att Fawkes hade avslöjat vad han visste under tortyr.
Ridande genom spöregn kom de helt utmattade konspiratörerna slutligen fram till Holbeche House, på gränsen till Staffordshire. Både de och det krut de hade med sig var dyblött från regnet och de fick lägga ut krutet framför en öppen eld för att försöka få det att torka. En gnista från elden landade på krutet och flammorna som då skapades uppslukade Catesby, Grant, Rookwood och en man vid namn Morgan (som var med i Digbys jaktlag). Catesby och Rookwood sades ha klarat sig någorlunda väl från elden, men Grant förblindades av flammorna och hans ögon har beskrivits som att vara "helt utbrända". Robert och John Wintour, Digby samt Bates begav sig iväg från huset under natten men Catesby, Grant, Thomas Wintour, Rookwood, bröderna Wright och Percy stannade kvar i Holbeche House. När Thomas Wintour frågade dem vad deras plan var fick han svaret: "Vi ämnar att dö här."

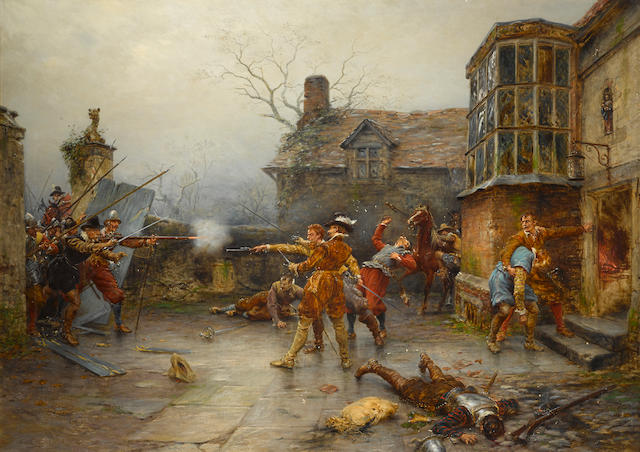
Eldstriden vid Holbeche House den 8 november 1605, gjord av Ernest Crofts.

På morgonen den 8 november anlände Richard Walsh, som var High Sheriff of Worcestershire, tillsammans med en styrka på cirka tvåhundra man till Holbeche House. En eldstrid bröt ut och Thomas Wintour var den första att bli träffad och skottet tog i hans axel när han försökte korsa gårdsplanen. Efter Wintour träffades bröderna Wright och Rookwood, som fortfarande var skadad efter flammorna kvällen innan. Både Catesby och Percy dog när de träffades av samma skott, skjutet av John Streete av Worcester. Hade bröderna Wright, som var sårade av sina skottskador och avled kort därefter, fått omedelbar läkarvård kunde de ha överlevt, men istället började sheriffens män plundra och klä av konspiratörerna. De överlevande konspiratörerna från striden (Grant, Rookwood och Thomas Wintour) greps på plats. Catesbys och Percys lik begravdes, men Henry Howard, 1:e earl av Northampton beordrade senare att de skulle grävas upp igen och halshuggas. Båda deras huvuden visades senare upp i Northampton.
Digby, som hade lämnat de andra konspiratörerna under natten, var den ende konspiratören som var beredd på att ge upp frivilligt. Han tog med sig flera hästar och gömde sig i en skog i närheten av Holbeche House. Dock upptäcktes deras spår och Digby kände sig tvungen att avslöja sig själv; han gjorde detta något motvilligt eftersom han först och främst hade velat avslöja sig själv för någon som han ansåg vara mer värdig. Tidigt på morgonen den 8 november gav Digby upp för den av Walshs mannar som han bedömde såg mest erfaren ut. Bates, som kan ha färdats med Digby, greps i så fall samma dag och skickades till London, men mest sannolikt är att han greps den 12 november i Staffordshire. Keyes greps den 9 november. Den 12 november undersöktes han av Fulke Greville, 1:e baron Brooke i Warwick och Keyes hade sagt till honom att han var på väg till sin släkting Rookwood, då han hade hört att han hade blivit gripen. Tresham, som hade valt att stanna kvar i London efter konspirationens misslyckande, greps den 12 november. Konspiratörerna togs nu till Towern, där de fängslades. Bates däremot satt fängslad i Gatehouse eftersom han var av lägre samhällsklass än de övriga konspiratörerna.

## Rättsprocesser och avrättningar

### Samhällets reaktioner
Myndigheterna i England använde konspirationen som ett sätt att rättfärdiga och förvärra sina förföljelser av landets katoliker. Anne Vaux, en av Catesbys släktingar, fick sitt hem genomsökt av myndigheterna och där fann de falluckor och gömda gångar. En av Vaux vasaller avslöjade även att Garnet brukade besöka huset och att han nyligen hade hållit en mässa där. Walter Raleigh, som varit delaktig i en av de tidigare konspirationerna och vars fru var besläktad med Catesbys familj, frågades ut om sin inblandning i krutkonspirationen. Raleigh, som själv satt fängslad i Towern vid tillfället, förnekade all kännedom om krutkonspirationen. Konspiratörernas hem genomsöktes också; Digbys hem Gayhurst House plundrades och hans vasallers tillhörigheter stals, hans boskap såldes till ett billigt pris och hans fru Mary lämnades helt utblottad.
Kullkastningen av konspirationen skapade en våg av lättnad över hela England. Biskopen i Rochester, Kent höll en predikan vid St. Paul's Cross, i vilken han fördömde konspirationen. Jakob höll ett tal i parlamentet den 9 november 1605 och i detta tal tog han upp två viktiga frågor: kungadömet av Guds nåde och katolikernas situation i England. Han insisterade på att konspirationen enbart var ett verk av ett fåtal katoliker och att långt ifrån alla katoliker i landet stödde denna. Jakob bad även åhörarna att glädjas åt att han kom undan med livet i behåll, eftersom han var utsedd till kung av en högre makt, och att det var ett mirakel att han överlevde. Salisbury informerade alla de engelska ambassadörerna utomlands om vad som hade hänt och han påminde dem även om att Jakob inte på något sätt hyste agg mot sina katolska grannländer. De flesta katolikerna i Europa tog avstånd från konspirationen och kallade konspiratörerna för "ateister" och "protestantiska kättare".

### Förhör och erkännanden

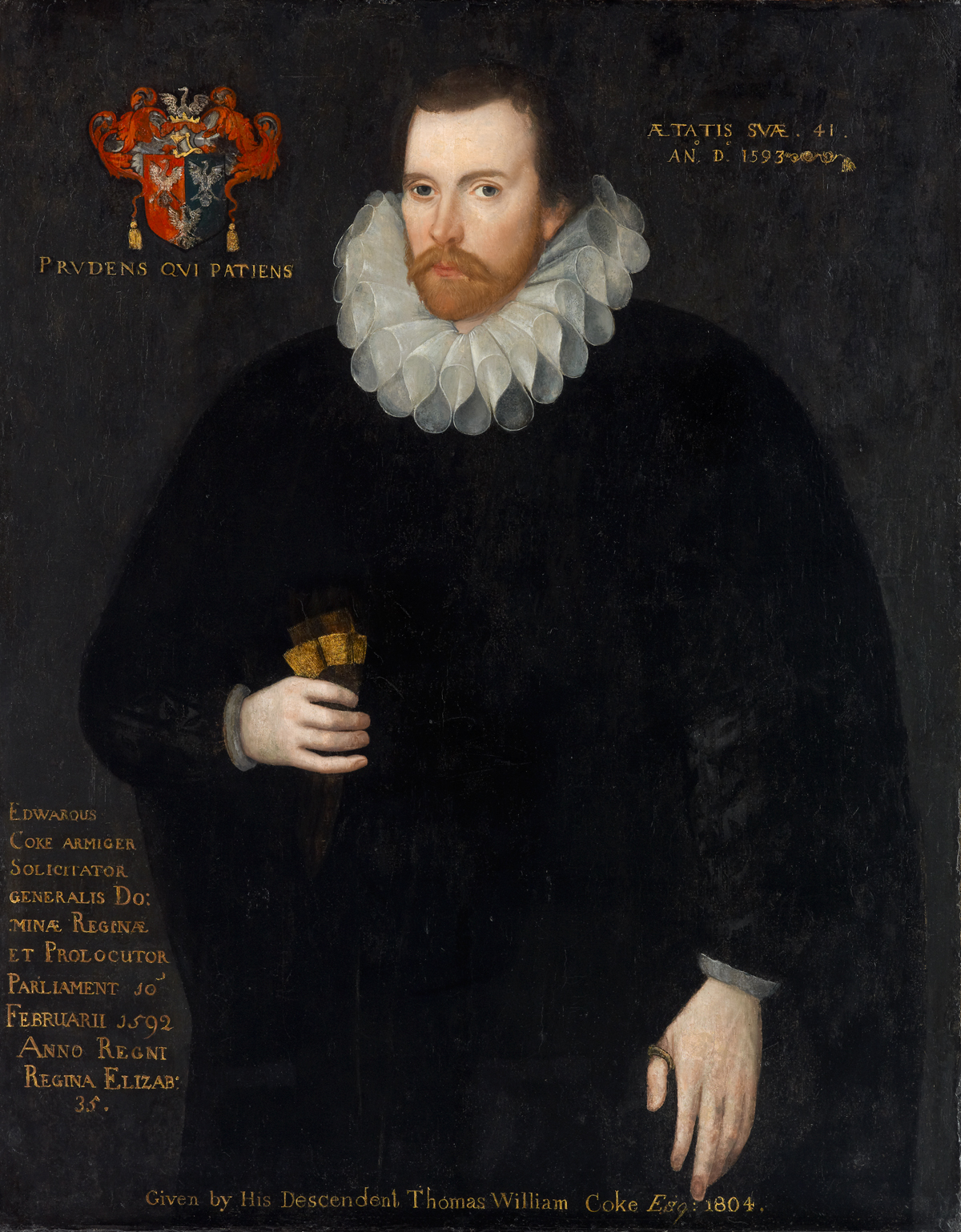
Edward Coke var den som ledde förhören av konspiratörerna och var senare även åklagare i rättegången mot dem.

Edward Coke var den som ledde förhören av konspiratörerna och under en tio veckors period förhörde han alla de som satt fängslade för sin inblandning i konspirationen. Det finns inga bevis för att konspiratörerna torterades under den första omgången av förhör, även om Salisbury föreslog att de borde torteras. Coke ska senare ha avslöjat att själva hotet om tortyr ofta räckte för att få fram den information de var ute efter.
Bara två av erkännandena har tryckts i sin helhet: det av Fawkes den 8 november och det av Thomas Wintour den 23 november. Dessa trycktes i den mycket partiska skriften King's Book, som var en samtida skildring över krutkonspirationen. Fraser ansåg att Wintours erkännande var misstänkt, främst eftersom hans underskrift lyder "Thomas Winter" istället för den underskrift han vanligen använde sig av nämligen "Thomas Wintour" (stavningen "Winter" var den stavning som alltid användes av myndigheterna). Underskriften kan därför ha varit en förfalskning av Waad, då den gjordes enbart några få veckor efter att Wintour hade blivit skjuten i axeln vid Holbeche House. Nicholls däremot ansåg att underskriften absolut var gjord av Wintour, vilket han bevisade genom likheterna handstilarna emellan. Haynes höll med Nicholls och sade att misstaget var för uppenbart för att ha gjorts medvetet i ett så pass viktigt statligt dokument.
Northumberland var även han i en prekär situation; Northumberland hade nämligen ätit middag tillsammans med Percy den 4 november 1605, något som domstolen tyckte var tillräckligt med bevis för att kunna ge honom en dom. Domstolen fattade även misstankar om vad han kunde gagnat om konspirationen hade lyckats, men eftersom de inte hade tillräckligt med belägg mot honom för att bevisa detta fick han istället en fällande dom som gjorde att han skulle böta £30 000 samt att han förlorade alla sina ämbetsuppdrag. Northumberland fick även ett fängelsestraff och satt fängslad i Towern fram till juni 1621. Mordaunt och Stourton fick även de genomgå rättsliga processer i Stjärnkammaren, där de dömdes till böter och fängelse. De satt fängslade i Towern fram till 1608 då de istället flyttades till Fleetfängelset.
Flera andra personer, som inte hade någon direkt koppling till konspirationen, förhördes också. Northumberlands bröder, sir Alan och sir Joscelyne, greps. Anthony-Maria Browne, 2:e viscount Montague var av intresse för myndigheterna eftersom han tidigare varit arbetsgivare åt Fawkes samt att han mött Catesby den 29 oktober 1605. Han fängslades i Towern och släpptes först flera månader senare. Agnes Wenman var en katolik som hade kopplingar till familjen Vaux. Hon förhördes två gånger, men alla anklagelser mot henne avskrevs. En av Northumberlands agenter, Dorchester, hade arbetat som sekreterare åt Percy samt att han varit delaktig i uthyrningen av det rum där krutet hade lagrats och för detta fängslades han i Towern. Salisbury trodde dock på att Dorchester var oskyldig och han släpptes fri något senare.

### Jesuiterna misstänks och Tresham avlider
| Jesuiterna Henry Garnet (vänster) och Edward Oldcorne (höger) greps och misstänktes ha varit delaktiga i konspirationen. |  | Jesuiterna Henry Garnet (vänster) och Edward Oldcorne (höger) greps och misstänktes ha varit delaktiga i konspirationen. |
| Jesuiterna Henry Garnet (vänster) och Edward Oldcorne (höger) greps och misstänktes ha varit delaktiga i konspirationen. |  | |

Under ett förhör den 4 december 1605 hävdade Bates att fader Tesimond hade känt till konspirationen i förväg. Den 13 januari 1606 beskrev Bates hur han hade besökt Garnet och Tesimond den 7 november för att informera Garnet om konspirationens misslyckande. Bates sade även att han och Tesimond hade ridit tillsammans till Huddington Court och han berättade om ett möte som hållits mellan Gerard, Garnet och Tesimond i oktober 1605. Fraser ansåg dock att Bates bevis för att Tesimond hade känt till konspirationen i förväg var tveksamma; han var av lägre samhällsklass än de övriga konspiratörerna och på grund av detta kan han ha trott sig löpa större risk att bli torterad än de andra. Han var den ende av konspiratörerna som blandade in jesuiterna i konspirationen, vilket kan ha gjorts för att försöka komma på bättre fot med dem som förhörde honom. Bates drog sedan tillbaka sitt erkännande när det stod klart för honom att han skulle avrättas för sina brott.
Under tiden Tresham satt fängslad i Towern led han av blåsspasmer (tenesmus vesicae), vilket orsakades av en inflammation i urinvägarna, och på grund av denna sjukdom försämrades hans hälsa drastiskt i december 1605. Waad beskrev Treshams tillstånd som att det blev "sämre och sämre" och han undrade om Tresham skulle leva tillräckligt länge för att kunna ställas inför rätta. Tresham föredrog att bli behandlad av läkaren Richard Foster hellre än Towerns vanliga läkare Matthew Gwinne; tydligen var Foster bättre insatt i Treshams symptom, vilket kan tyda på att Foster hade behandlat liknande symptom hos Tresham tidigare. Tre andra läkare och en sjuksköterska var även med Tresham under hans sista dagar. Närvarande var även William Vavasour, som enligt rykten var oäkta barn till Treshams far och därmed möjligen Treshams halvbror. Vavasour var den som nedtecknade Treshams erkännande när han låg på dödsbädden, eftersom dennes fru Anne Tufton ska ha varit för upprörd för att göra detta själv. Vavasour skrev även ned en redogörelse över Treshams sista timmar i livet. Tresham bad om ursäkt för att ha blandat in Garnet i det så kallade "spanska förräderiet" 1602 och han använde resten av sitt erkännande på dödsbädden för att bedyra dennes oskuld. Tufton och Vavasour bad vid Treshams säng och han avled klockan 02.00 den 23 december 1605. Trots att han aldrig ställdes inför rätta för sina brott halshöggs han post mortem och hans huvud visades upp i Northampton, bredvid huvudena av Catesby och Percy; Treshams kropp kastades ned i ett hål vid Tower Hill.
Den 9 januari 1606 greps Robert Wintour och Stephen Littleton. De hade då tillbringat två månader på flykt, där de gömde sig i lador och hus och vid ett tillfälle var de tvungna att spärra in en berusad tjuvjägare som hade upptäckt deras gömställe. De avslöjades till slut i Humphrey Littletons hem i Hagley sedan en kock vid namn John Finwood hade informerat myndigheterna om deras tillhåll. Den 15 januari efterlystes Garnet, Gerard och Greenway (Tesimonds alias). Gerard och Tesimond lyckades fly landet och levde resten av sina liv i frihet medan Garnet inte var lika lyckosam. Humphrey Littleton, som hade lyckats fly från sitt hem i Hagley, greps senare i Prestwood, Staffordshire. Han fängslades och dömdes till döden. I utbyte mot sitt liv avslöjade han den 26 januari var myndigheterna kunde finna Garnet. Dagen därpå fann myndigheterna Garnet, tillsammans med fader Edward Oldcorne, i en prästgömma i Hendlip House; Garnet och Oldcorne hade då tillbringat åtta dagar i denna prästgömma som var så pass trång att de varken kunde stå upp eller ens röra sina ben.

### Rättegången mot konspiratörerna

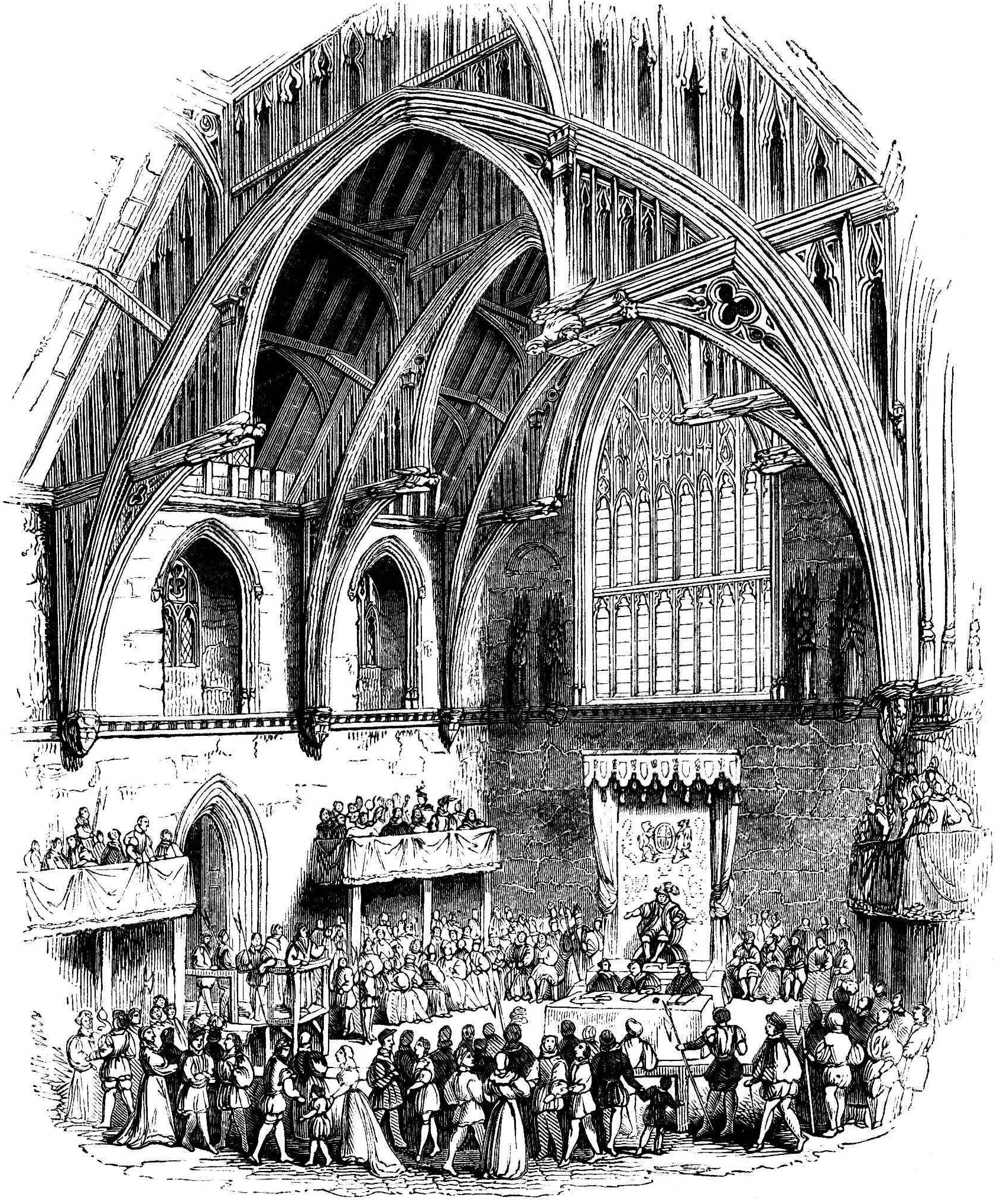
Rättegången mot konspiratörerna hölls i Westminster Hall den 27 januari 1606. Samtliga anklagade fick en fällande dom i högförräderi.

Rättegången mot de åtta överlevande konspiratörerna påbörjades den 27 januari 1606. Konspiratörerna togs till Whitehall från Towern och de hölls sedan ett tag i Stjärnkammaren innan de leddes in i  Westminster Hall; Bates anlände inte till Westminster Hall tillsammans med de andra konspiratörerna eftersom han satt fängslad i Gatehouse istället för i Towern. Konspiratörerna uppvisade olika sorters beteende före rättegången; några av dem var modfällda medan andra betedde sig på ett nonchalant sätt. Inne i Westminster Hall fanns Jakob och hans familj närvarande även om de försökte undvika att bli sedda. Som åklagare stod Coke, men konspiratörerna fick ingen försvarsadvokat som förde deras talan utan detta ansvar föll på var och en av dem om de så ville. Rättegången inleddes med att konspiratörernas namn lästes upp (där jesuiterna Garnet, Tesimond och Gerard var de första att nämnas) och det förklarades att de stod anklagade för högförräderi.
Den förste att tala var Edward Phelips som beskrev konspirationen i detalj. Efter honom påbörjade Coke ett långt tal, i vilket han dementerade alla rykten om att Jakob hade gett några löften till Englands katoliker. Vidare fördömdes de resor konspiratörerna hade gjort till Spanien några år tidigare, det så kallade "spanska förräderiet". Coke hävdade med säkerhet att jesuiterna hade varit inblandade i konspirationen och trots att Fawkes tidigare hade garanterat att Gerard inte kände till konspirationen i förväg ignorerades detta under rättegången. Coke sade att mötet Garnet hade haft med Catesby var tillräckligt med bevis för att jesuiterna skulle ha känt till konspirationen och han sade även att han ville att konspirationen skulle kallas för "jesuiternas förräderi" (på engelska: Jesuit Treason).
Efter att Coke hade beskrivit vilka straff konspiratörerna kunde förvänta sig om det blev en fällande dom lästes deras erkännanden upp för åhörarna. Därefter var det dags för de konspiratörer som ville att få försvara sig mot anklagelserna. Rookwood försvarade sina handlingar med att säga att han hade gått med i konspirationen enbart på grund av sin vänskap med Catesby, "som han högaktade mera kärt än någon annan sak i världen." Rookwood sade även att han förstod att han inte skulle bli skonad från sina brott, men han bad ändå om nåd. Thomas Wintour sade att han ångrade att han hade dragit in sin bror i konspirationen och han bad om att få bli hängd för hans räkning samt att han skulle få bli hängd ensam. Robert Wintour däremot bad bara om barmhärtighet, vilket även Bates gjorde. Fawkes hävdade att han var oskyldig, eftersom han var ovetande om vissa punkter i åtalet mot konspiratörerna, medan Grant svarade att han enbart var skyldig till medverkan i en konspiration som aldrig ägde rum. Keyes gjorde inga försök att be om ursäkt för sina handlingar utan hävdade istället att han var redo att dö och han sade att han hellre ville gå under än att fortsätta leva bland så mycket tyranni. Digby var den ende av konspiratörerna som erkände att han var skyldig och på grund av detta fick han genomgå ett separat åtal. Han höll ett kort och rörande tal där han förklarade sin tillgivenhet för Catesby och sina religiösa skäl till att medverka i konspirationen. Han anklagade Jakob för att ha brutit sitt löfte att behandla Englands katoliker på ett bättre sätt och han sade dessutom att han var rädd för att landet skulle få hårdare lagar mot katolicismen. Digby bad även att hans familj inte skulle vara ansvariga för hans handlingar innan han slutligen begärde att få bli halshuggen. Större delen av hans tal ignorerades och vid rättegångens slut blev utfallet en fällande dom i högförräderi för samtliga anklagade; en dom vars straff var döden. När de leddes ut ur Westminster Hall ropade Digby följande tillbaka in i salen: "Om jag får höra någon av er herrar säga att ni förlåter mig kommer jag att möta galgen med ett lättare hjärta." Svaret han fick var: "Gud förlåter dig och så gör vi."
Garnet, som kan ha blivit förhörd vid så många som 23 olika tillfällen, hade sin rättegång i Guildhall den 28 mars. Han förnekade all kännedom och inblandning i konspirationen, men dömdes för landsförräderi. Även Oldcorne samt Stephen och Humphrey Littleton dömdes till döden för sina handlingar.

### Konspiratörernas avrättningar

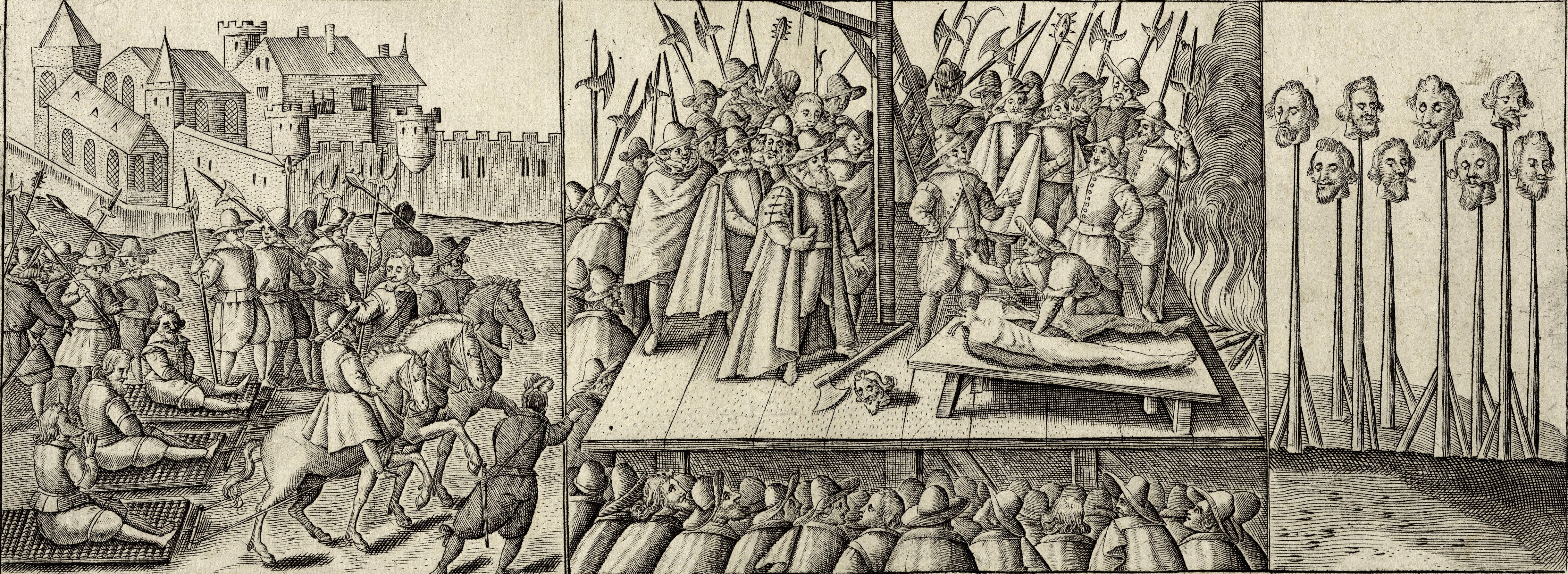
Konspiratörerna avrättades i slutet av januari 1606 genom hängning, dragning och fyrdelning.

De första avrättningarna av konspiratörerna ägde rum den 30 januari 1606 och avrättningsmetoden som valdes för samtliga konspiratörer var hängning, dragning och fyrdelning. På morgonen den dagen blev Digby, Robert Wintour, Grant och Bates fastbundna på varsin träram och på dessa drogs de med hjälp av hästar genom Londons gator fram till kyrkogården vid den västra delen av Sankt Paulskatedralen. Konspiratörerna vaktades hela vägen till katedralen, för att undvika att någon skulle försöka frita dem, men vakterna gjorde inga försök att hindra uppvisningen av konspiratörernas prekära situation. En kall och smutsig Digby var den förste av konspiratörerna att avrättas denna dag. Han höll ett tal för åskådarna där han sade att han visste att han hade brutit mot lagen, men att han ur en moralisk och religiös synvinkel inte begått något brott. Efter att han hade avrättats var det Wintours tur. Han bad tyst för sig själv innan han avrättades. När det var Grants tur att bli avrättad vägrade han erkänna sitt brott, något han var ensam om bland konspiratörerna. Han leddes i tystnad upp för stegen på schavotten och där gjorde han korstecknet innan han gick samma öde till mötes. Bates var den siste av konspiratörerna att avrättas denna dag.
Dagen därpå var det dags för Thomas Wintour, Rookwood, Keyes och Fawkes att genomlida samma sorts behandling, men de drogs istället till Old Palace Yard i Westminster. Anledningen till platsbytet var för att påvisa att avrättningarna grundade sig i en dom mot högförräderi och inte i konspiratörernas trosinriktning. Thomas Wintour var den förste att föras till galgen. Det var brukligt för den dömde att få tillåtelse att hålla ett sista tal innan avrättningen, men Wintour (som var väldigt blek vid tillfället) sade bara att han inte hade tid att hålla något tal eftersom han hade förberett sig på att dö. Rookwood, som hade haft möjligheten att som hastigast tala med sin fru på vägen till Old Palace Yard, höll ett kortare tal (i vilket han var ångerfull och bad Gud att välsigna kungen och hans familj) innan han avrättades. Med en bister uppsyn steg sedan Keyes på ett kraftfullt sätt upp för stegen på schavotten. Även vid detta tillfälle ska han på ett trotsigt sätt ha sagt att konspirationen var rättfärdig. Med snaran runt halsen kastade Keyes sig ut, förmodligen i hopp om att hans nacke skulle brytas och att han då skulle få en snabb död. Dock brast snaran och Keyes fick därefter genomlida resten av sitt straff. Fawkes var den siste av konspiratörerna att föras till galgen. Han bad om ursäkt för sina handlingar och steg sedan upp för stegen på schavotten. Med snaran runt halsen kastade Fawkes sig ut och lyckades bryta sin nacke och avled direkt. Dock fick Fawkes livlösa kropp utstå resten av straffet.
Henry Garnet avrättades den 3 maj 1606 på kyrkogården vid den västra delen av Sankt Paulskatedralen med samma avrättningsmetod. Efter halshuggningen sattes Garnets huvud på en påle på London Bridge, men när hans onormalt bleka ansikte började dra till sig ovanligt många beskådare tvingades myndigheterna vända huvudet uppåt så att ansiktet doldes. Stephen Littleton avrättades i Stafford någon gång under 1606 och hans farbror Humphrey Littleton avrättades den 7 april 1606 i Red Hill, Worcester tillsammans med bland andra Oldcorne.

## Eftermäle
Katolikerna i England fick det inte bättre sedan konspirationen hade avslöjats och konspiratörerna avrättats utan tvärtom funderade parlamentet på att införa nya lagar mot katolicismen. Under sommaren 1606 förstärktes lagarna mot alla som inte tillhörde den engelska kyrkan, vilket var ett steg tillbaka till hur det såg ut under drottning Elisabets styre. Katolikernas emancipation i England skulle dröja ytterligare 200 år, men trots detta var det flera högt uppsatta katoliker som arbetade för Jakob. Under Jakobs tid som kung behandlades katolikerna ändå relativt väl och det var enbart ett fåtal av dem som ställdes inför rätta på grund av sin religiösa tro.
I mars 2002 rapporterades det att en mängd av det krut som skulle ha använts under konspirationen möjligtvis hade återfunnits, men något belägg för detta påstående kunde inte fastställas. Den 23 maj 2009, vid protesterna över de engelska parlamentsledamöternas utgifter, sattes det upp falska kruttunnor utanför Westminsterpalatset och fyrverkeri sköts upp. Vissa av de som protesterade var även utklädda till V från V for Vendetta.

### Inom kulturen
Den engelske dramatikern William Shakespeare, som redan hade använt Northumberlands familjehistoria i sina pjäser om Henrik IV av England, verkar ha inspirerats av krutkonspirationen när han skrev Macbeth. En annan författare som inspirerades av krutkonspirationen var John Milton, där denna konspiration kan ha influerat honom när han skrev Det förlorade paradiset.
Guy Fawkes eller krutsammansvärjningen är en roman skriven av William Harrison Ainsworth med illustrationer av George Cruikshank. Den publicerades först som en följetong i tidskriften Bentley's Miscellany mellan januari och november 1840 för att sedan publiceras i sin helhet i juli 1841. Handlingen kretsar kring krutkonspirationen och Fawkes och även om Ainsworth främst förlitade sig på historiska dokument som berörde dessa ämnen förskönade han även verkligheten; Fawkes framställs bland annat som en väldigt sympatisk människa medan andra rollfigurer, såsom Viviana Radcliffe, helt hittades på av Ainsworth. Romanen blev väldigt populär, men fick även utstå negativ kritik av bland andra Edgar Allan Poe.
Krutkonspirationen låg till grund för Alan Moores dystopiska serieroman V for Vendetta som gavs ut under 1980-talet. Huvudpersonen i V for Vendetta, kallad V, bär en Guy Fawkes-mask och även han utarbetar en plan att spränga Westminsterpalatset i luften. Serieromanen spelades upp som en teaterpjäs, med namnet Landet där man gör som man vill, av teatergruppen Stockholms Blodbad under 2000–2001 och filmatiserades 2005 av James McTeigue.
Krutkonspirationen har dramatiserats i TV-serierna Gunpowder, Treason & Plot och Gunpowder.

### Bonfire Night

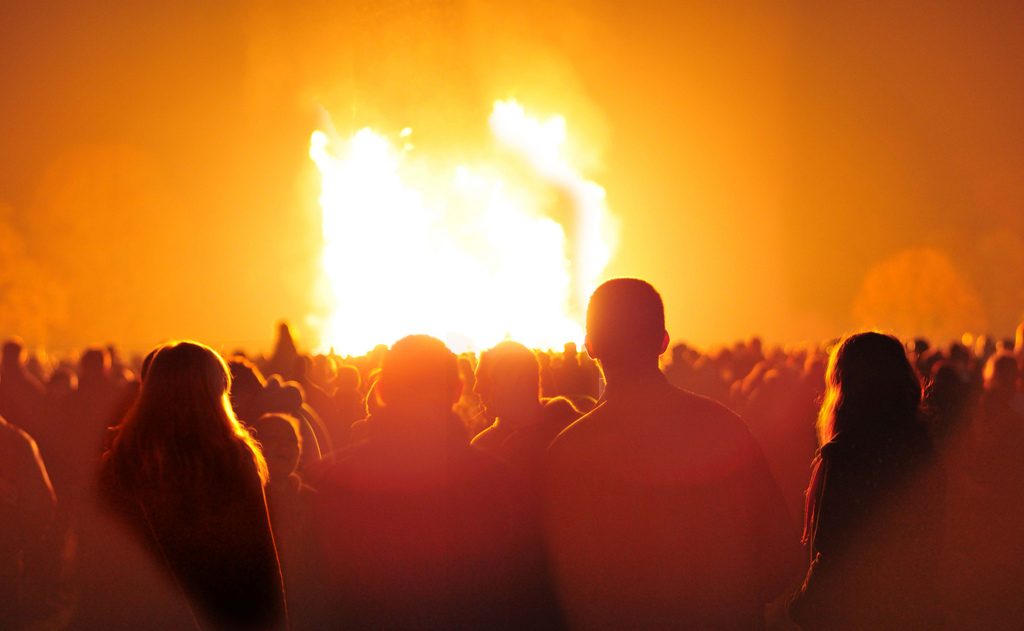
Under Bonfire Night tänds brasor för att fira minnet av den misslyckade konspirationen.

Under flera år uppmärksammades konspirationen vid särskilda predikningar och den hade ett stort inflytande över de protestantiska högtiderna under 1600-talet. Detta firande utvecklades sedan till något som kallas för Bonfire Night. I januari 1606 lagstadgades den 5 november till en sorts tacksägelsedag under vilken man skulle glädjas åt befrielsen och denna lag gällde fram till 1859. I firandet under denna tid inkluderades klockringning och fyrverkeri började användas tillsammans med traditionen att tända brasor under 1650-talet. Bonfire Night kallas även för Guy Fawkes Night, Guy Fawkes Day, Plot Night eller Firework Night.
Efter 1673 blev det en sed att bränna en avbildning (vanligtvis av påven) under firandet, då Jakob II av England detta år hade gjort det offentligt att han hade konverterat till katolicismen. Andra avbildningar, av bland andra Paul Kruger och Margaret Thatcher, har även bränts, men de flesta moderna avbildningar är av Fawkes. Avbildningen kallas för "guy" och skapas vanligtvis av barn och är gjorda av gamla kläder, tidningspapper och en mask. Barnen brukade även be om en slant för sin avbildning ("penny for the guy"), men denna sedvänja började försvinna under senare delen av 1900-talet; en av anledningarna till detta kan vara att barnen brukade köpa fyrverkerier för den summa pengar de samlade ihop, men i och med att en strängare lag i Storbritannien för just fyrverkerier infördes 1997 begränsades denna försäljning till personer över 18 år. Under 1800-talet blev ordet "guy" synonymt med en person som bar udda kläder, men i den amerikanska engelskan förlorade ordet all nedsättande mening och började istället användas om personer av det manliga könet. I vissa fall har ordet blivit könslöst, där "you guys" åsyftar två eller flera personer. Ett populärt engelskt rim läses ofta under detta firande, till minne av krutkonspirationen: "Remember, remember, the fifth of November, the Gunpowder Treason and Plot. I know of no reason why the Gunpowder Treason should ever be forgot."
Bonfire Night ska även ha firats i de engelska kolonierna i Nordamerika innan den amerikanska revolutionen ägde rum. I Boston ska dock firandet ha varit på gränsen till anarkistiskt och på grund av den stora säkerhetsrisken vågade flera personer inte ens lämna sina hem för att delta i firandet.

### Återskapandet av den tänkta explosionen

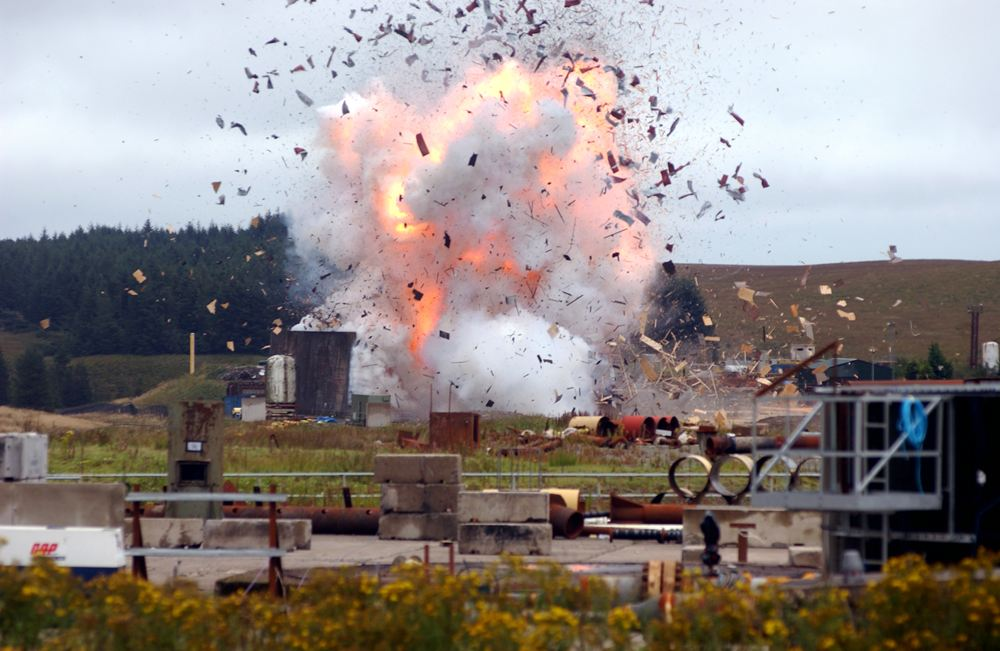
Explosionen som visades i dokumentärfilmen The Gunpowder Plot: Exploding the Legend.

I dokumentärfilmen The Gunpowder Plot: Exploding the Legend, som sändes den 1 november 2005 på ITV, byggdes en fullskalig modell upp av det engelska överhuset som det såg ut på den tiden. Ett källarvalv byggdes också och i detta placerades 36 kruttunnor (lika många som konspiratörerna använde sig av) och dessa sprängdes sedan för att se resultatet av den tänkta explosionen som krutkonspirationen syftade till. Resultatet visade på att om krutet hade varit brukbart hade explosionen dödat alla som befann sig i det engelska överhuset den dagen. Kraften i explosionen totalförstörde de 2,1 meter tjocka betongväggarna och enligt experimentet hade ingen inom 100 meter från explosionens epicentrum överlevt. Det fastslogs också att även om bara hälften så många kruttunnor hade använts hade alla i det engelska överhuset dött av explosionen.
Dokumentärfilmen kunde också motbevisa påståenden om att krut av bristfällig kvalitet skulle ha resulterat i en utebliven explosion. Det experiment som gjordes med en mindre mängd krut av sämre beskaffenhet visade att tunnorna som krutet förvarades i skapade ett slags "kanoneffekt" som ledde till relativt stor förödelse. Fawkes, som var en expert på sprängämnen, hade valt att placera ut dubbelt så många kruttunnor som faktiskt behövdes för sprängdådet.